# Жезонкур
Жезонку́р (фр. Gézoncourt) — коммуна во французском департаменте Мёрт и Мозель региона Лотарингия. Относится к  кантону Домевр-ан-Э.	

## География
Жезонкур расположен в 22 км к северо-западу от Нанси. Соседние коммуны: Грикур и Дьелуар на востоке, Виллер-ан-Э на юго-востоке, Рожевиль на юго-западе, Мартенкур на западе. 

## История
- На территории коммуны находятся следы галло-романской культуры.

## Демография
Население коммуны на 2010 год составляло 173 человека.
| 1962 | 1968 | 1975 | 1982 | 1990 | 1999 | 2010 |
| ---- | ---- | ---- | ---- | ---- | ---- | ---- |
| 117  | 99   | 107  | 112  | 134  | 132  | 173  |

## Достопримечательности
- Мельница де Вильво (Moulin de Villevaux).
- Романская церковь Сен-Ламбер: неф и придел XI—XII веков, боковая часовня XVI века, башня XIX века.
- Придорожный крест святого Ламберта.